# 1180-е годы
1180-е (ты́сяча сто восьмидеся́тые) го́ды по юлианскому календарю — промежуток времени с 1 января 1180 года по 31 декабря 1189 года, включающий 1180 год 8-го десятилетия   и с 1181 по 1189 годы    9-го десятилетия XII века 2-го тысячелетия.  Они закончились 836 лет назад.

## Важнейшие события
- Война Тайра и Минамото (1180—1185)[1][2].
- Неудачный поход Игоря на половцев, что стало причиной написания Слова о полку Игореве (1185).
- Второе Болгарское царство (1185—1396). Восстания Ассена и Петра[англ.]* (1185—1204).
- Третий крестовый поход (1189—1192).

## Правители
- Балдуин IV Иерусалимский король Иерусалима (1174—1185).